# Lac Henderson
Le lac Henderson est un lac dans les monts Adirondacks dans la ville de Newcomb du comté d'Essex dans l'État de New York aux États-Unis. Le lac occupe une ancienne vallée glaciaire de trois kilomètres de long. Il a été nommé en 1826 d'après David Henderson, un des fondateurs de Elba Iron Works près du Lake Placid et de Upper Works à Tahawus.
Les cartographes citent principalement le lac comme étant le point de départ officiel du fleuve Hudson, situé à l'extrémité est et à la sortie du lac, bien que la source de la rivière soit généralement localisée dans le ruisseau Indian Pass ou d'autres cours d'eau jusqu'au lac Tear of the Clouds.

## Galerie

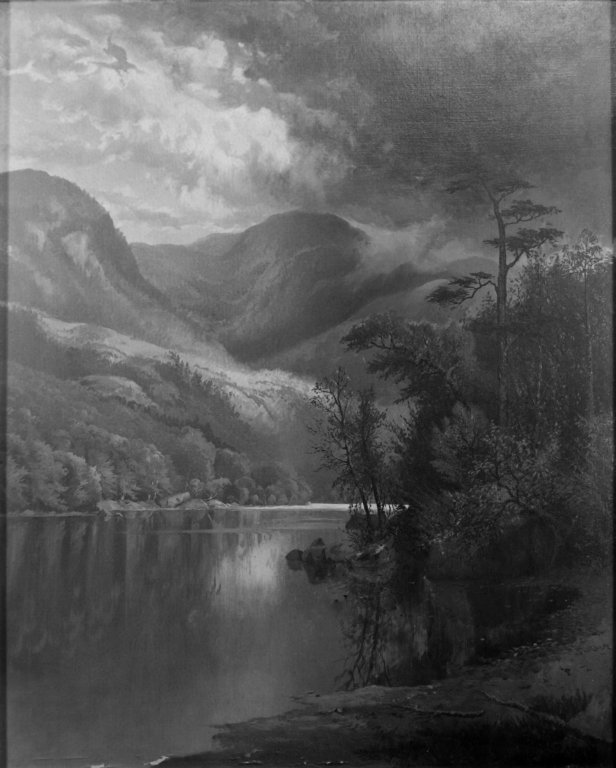
Le lac Henderson vers 1881.
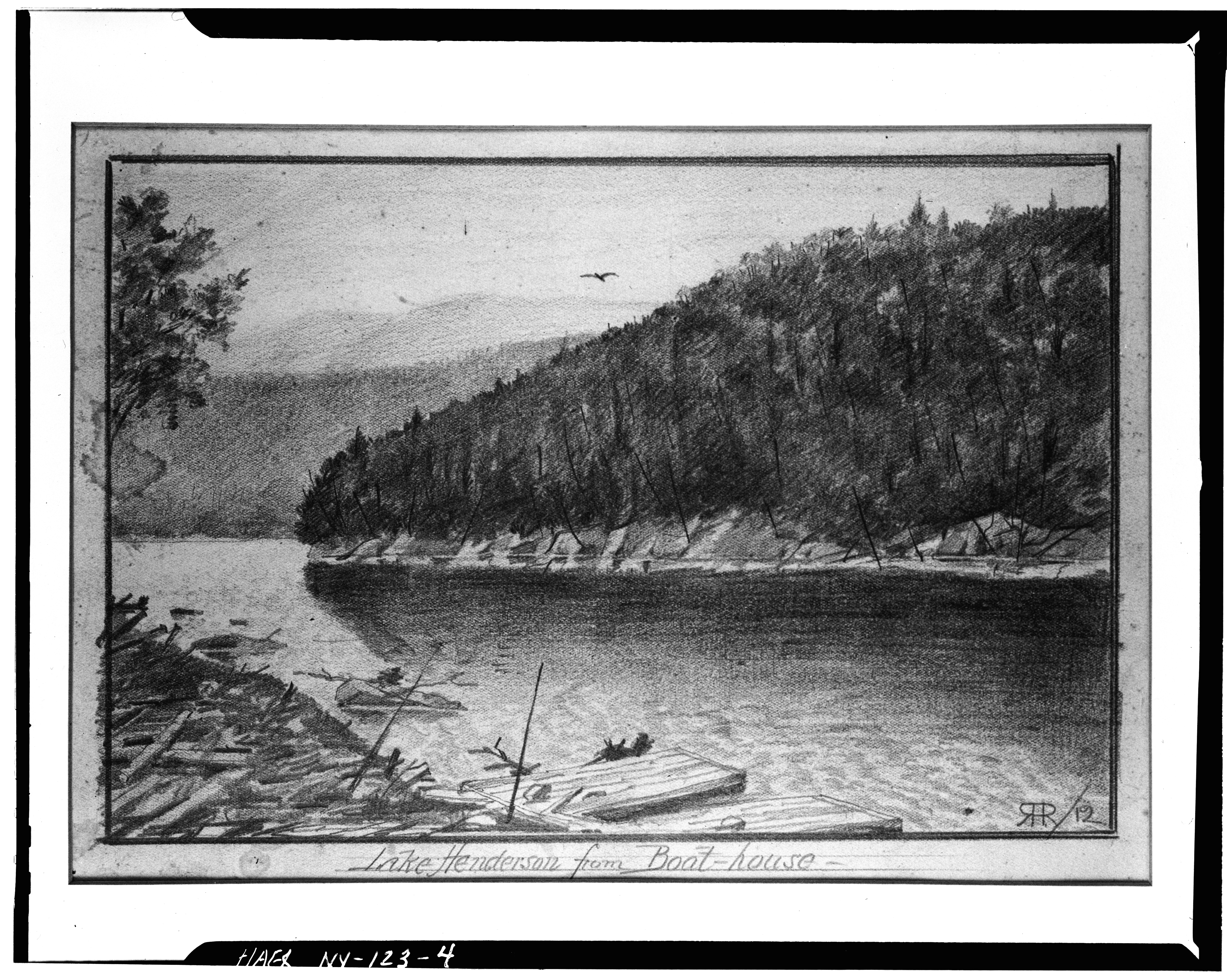
Le lac Henderson 1914.

## Sources
- Donaldson, Alfred Lee. "A history of the Adirondacks, volume 1". The Century Co. New York, 1921.
- Stanne, Stephen P., Panetta, Roger G., and Forist, Brian E. "The Hudson: An Illustrated Guide to the Living River". Rutgers University Press, 1996.